# داری دیوونم می‌کنی (مجموعه تلویزیونی)
داری دیوونم می‌کنی (انگلیسی: You Drive Me Crazy; کره‌ای: 미치겠다, 너땜에!) یک مجموعه تلویزیونی کره جنوبی سال ۲۰۱۸ با بازی لی یو-یونگ و کیم سون هو است. این مجموعه در روزهای ۷–۸ مه ۲۰۱۸ از ام‌بی‌سی پخش شد.